# Utrechter Modell
Das Utrechter Modell, auch unter Bezeichnung Tippelzone bekannt, ist ein erstmals 1986 in der niederländischen Stadt Utrecht umgesetztes Konzept zum Schutz der auf dem Straßenstrich arbeitenden Prostituierten vor Kriminalität und sexuellen Übergriffen von Seiten der Freier und Zuhälter.
Dabei werden Anlaufstellen für Prostituierte und ihre Freier installiert, wo die Betroffenen im durch Polizei und karitative Einrichtungen geschützten Raum ihrem Einkommenserwerb nachgehen können. Die erstmals in Utrecht eingeführten, geschützten Einzelparkplätze, die ein wichtiges Element des Modells darstellen, werden in Deutschland als „Verrichtungsboxen“ bezeichnet.
Die Stadt Köln hat dieses Modell 2001 übernommen, um kriminelle Begleitphänomene des Straßenstrichs zu verdrängen und die Gesundheitsvorsorge und Sicherheit der Prostituierten zu erhöhen.
2005 führte die Stadt Utrecht eine einschränkende Regelung ein, nach der sich Prostituierte zunächst registrieren müssen, bevor sie im ausgewiesenen Bereich legal ihrer Berufstätigkeit nachgehen können. Die Zahl der Bewilligungen wurde vom Gemeinderat auf 150 begrenzt, wobei 60 davon einheimischen Prostituierten vorbehalten wurden. Auf diese Weise erwarb die Stadt ein Instrument zur Steuerung des Zuzugs Auswärtiger.